# Aranda do Douro
Aranda do Douro (em castelhano: Aranda de Duero) é um município da Espanha na província de Burgos, comunidade autónoma de Castela e Leão. Tem 127,3 km² de área e em 2021 tinha 33 084 habitantes (densidade: 259,9 hab./km²).

## Demografia
| Variação demográfica do município entre 1996 e 2005 | Variação demográfica do município entre 1996 e 2005 | Variação demográfica do município entre 1996 e 2005 | Variação demográfica do município entre 1996 e 2005 |
| --------------------------------------------------- | --------------------------------------------------- | --------------------------------------------------- | --------------------------------------------------- |
| 1996                                                | 2001                                                | 2004                                                | 2005                                                |
| 29222                                               | 29942                                               | 30875                                               | 31247                                               |

## Gastronomia
O prato típico de Aranda do Douro é o cordeiro assado, uma variedade de assado castelhano de um cordeiro ainda não desmamado, muito popular em Castela e Leão; o tradicional é cozinhá-lo em forno de lenha e servir-lo quente, com a carne exterior crocante. Para acompanhar, vinho da Ribeira do Douro. Aranda do Douro organiza as Jornadas Gastronómicas del Lechazo Asado.